# Ruth Durante
Ruth Durante (Balcarce, Buenos Aires, 19 de mayo de 1935) es una cantante argentina, dedicada al género del tango, conocida como «La Polaca».

## Actividad profesional
Nació en un hogar humilde cuyo sustento era la agricultura y desde chica gustaba del canto, si bien nunca había interpretado tangos. Cuando en 1957, supo de un concurso para nuevos cantantes que organizaban Radio Belgrano y la revista Radiofilm, se presentó a competir provista de la partitura del tango Bailemos y en la preselección el pianista Miguel Nijensohn estuvo a punto de rechazarla por suponer que ya era una cantante profesional; continuó en las sucesivas etapas y si bien perdió en las semifinales en el Teatro Comedia el director artístico de la radio Orestes Lacquanitti la propuso para la orquesta de Héctor Artola, para que cantara junto a Carlos Yanel, conocido más adelante como Siro San Román y luego a la Orquesta Símbolo «Osmar Maderna», dirigida por Aquiles Roggero, con la que registró “No no llores más”.
Con la Orquesta Símbolo «Osmar Maderna» grabó en 1959 cinco piezas. y como solista registró el LP Estuve enamorada para RCA Camden
En 1967 trabajó en el programa televisivo La revista de Dringue y en 1970 grabó un disco Larga duración para RCA Victor junto a otros artistas como Hugo Baralis, Néstor Marconi, Omar Murtagh y Cacho Tirao, entre otros.
Desde 1971 actuó como solista y al año siguiente estuvo en el Lincoln Center, de Nueva York, acompañada por Mariano Mores. Trabajó en locales nocturnos de Buenos Aires como Caño 14, Karina, King, La Cumparsita, de Chile y Balcarce, Relieve, Michelangelo y, sobre todo, Karim, donde estuvo quince años consecutivos, junto a figuras tangueras como Aníbal Troilo, el Quinteto Real y Roberto Goyeneche. Una noche en que Durante se lucía en el escenario de un local de Mar del Plata con su larga cabellera roja y su vestido transparente, un espectador le gritó «¡Grande, polaca!», y de ahí en más Héctor Gagliardi la presentó con ese apodo, perpetuándolo. El bandoneonista Domingo Moles estuvo entre los músicos que la acompañaron en sus presentaciones.
En 1977 actuó en el tercer festival del tango de La Falda, Córdoba y en 1978 viajó a México para encabezar un espectáculo junto al reconocido Pedro Vargas. Desde 2000 se radicó en Mar del Plata y en los últimos años actuó en el Café Orión de Mar del Plata,, en la compañía musical Tango Bravo Club. El 12 de diciembre de 2014 el  Concejo Deliberante del Partido de General Pueyrredon la declaró “Vecina Destacada” de la ciudad de Mar del Plata.

## Valoración
Ruth Durante tiene un estilo de canto vehemente, dramático y al mismo tiempo mantiene una imagen de «cantante vedette», con vestuario desinhibido, revisteril -escotes profundos, lentejuelas, tacos altos- tal como la tuvo en sus presentaciones en el Teatro Maipo y en España, cuando actuaba junto a estrellas del género como Jorge Porcel o Nélida Roca así como en un repertorio heterodoxo ejemplificado por la inclusión de Y no puedo olvidarte, el tango de Armando Cupo sobre letra de Abel Aznar o los boleros, La noche de anoche, del padre de Olga Guillot, el gran compositor cubano René Touzet y Cuánto te debo o el vals peruano Ódiame, de Rafael Otero López (1921-1997).